# エリック・ラーセン

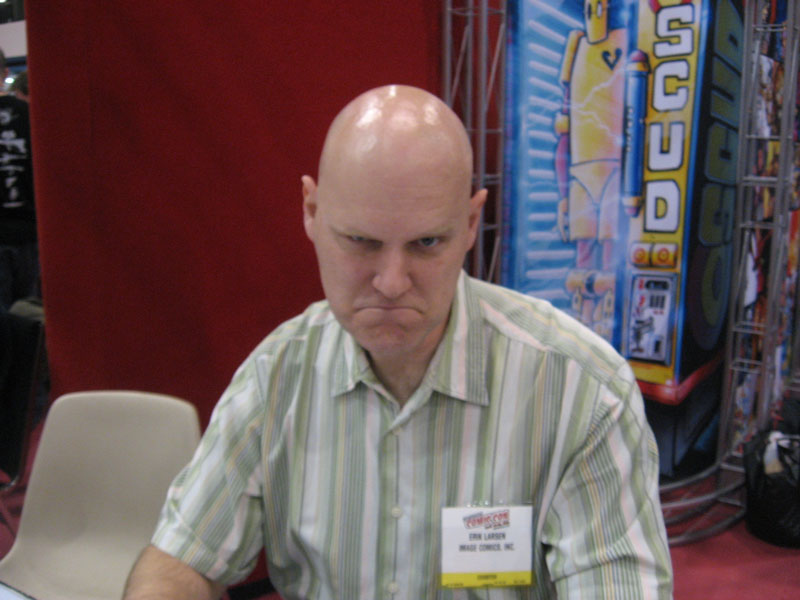
エリック・ラーセン

エリック・J・ラーセン（Erik J. Larsen、1962年12月8日 - ）は、アメリカン・コミック・ブック・ライター、アーティスト、出版経営者である。マーヴルでの『スパイダーマン』の作品で知られており、1990年代前半以降は『サヴェッジ・ドラゴン』(Savage Dragon)とイメージ・コミックスの共同経営者のひとりとして有名である。自身のスタジオはハイブラウ・エンターテインメントである。

## 人物
ラーセンは、ミネソタ州ミネアポリスに生まれた。彼は、ワシントン州ベリンガムとカリフォルニア州アルビオンとで育った子ども時代に、『キャプテン・マーヴル』(Captain Marvel)のごとく魔法の言葉でスーパーヒーローへと変身し、『マッハGoGoGo』のマッハ号を模倣した車を運転する、『バットマン』から拝借したような”ザ･ドラゴン”というキャラクターが主演する何冊かの漫画雑誌を刊行した。彼と二人の友人達はこのキャラクターを登場させた〔グラフィック・ファンタジー〕なる同人誌を発行している。
　ラーセンの最初の対価が得られた仕事はアンソロジー〔メガトン〕誌上の“ヴァンガード”という特集記事での、出版者のゲーリー・カールソン(Gary Carlson)との共著及び挿絵であった。第二号で改訂版”ザ･ドラゴン”がデビューし、続刊の二冊にも登場した。ラーセンは、ACコミックス(AC Comics)の『センティネルズ・オブ・ジャスティス』(Sentinels of Justice)とエクリプス・コミックス(Eclipse Comics)の『ザ・DNエージェンツ』(The DNAgents)へと執筆を続けた。彼がDCコミックスで手掛けた作品は『ジ・アウトサイダーズ』(The Outsiders)『ティーン・タイタンズ』(Teen Titans)『アドヴェンチュアーズ・オブ・スーパーマン』(Adventures of Superman)そして『ドーム・パトロール』(Doom Patrol)である。マーヴルに関しては、『アメイジング・スパイダーマン』の代役の物語と『パニッシャー』の五冊がある。『マーヴル・コミックス・プレゼンツ』(Marvel Comics Presents)の『ノヴァ』(Nova)のストーリーは発行が承認されていたが、新刊の『ニュー・ウォリアーズ』(New Warriors)シリーズに登場するキャラクターとの整合性が無かったため、制作中止となった。
　彼は以前に『アメイジング・スパイダーマン』の第287､324､327号の原画を描いていた関係で、トッド・マクファーレン(Todd MacFarlane)の後任として第329号を担当した。作家のデイヴィッド・ミッチェリーニ(David Michelinie)とラーセンによって、当シリーズは「ザ・コズミック・スパイダーマン」(The Cosmic Spider-Man)、「ザ・リターン・オブ・ザ・シニスター・シックス」(The Return of the Sinister Six 第334〜339号)、「ザ・パワーレス・スパイダーマン」(The Powerless Spider-Man 第341〜343号)などの各話で売り上げの向上を記録した。彼は第350号をもって当タイトルより去り、第351号からをシリーズの大黒柱であるマーク・バグリー(Mark Bagley)に託した。ラーセンは『ピーター・パーカー：スパイダーマン』(Peter Parker: Spider-Man)で再びマクファーレンの後任となり、六冊組でストーリーの展開する「リヴェンジ・オブ・ザ・シニスター・シックス」(第18〜23号)の脚本と作画を担当した。

### イメージ
自らが創造した著作品のより強固な管理と利益とを求めて、ラーセンと他の六人のイラストレーターはイメージ・コミックスを創設するためにマーヴルを去り、彼はそこで”サヴェッジ・ドラゴン”を主役にしたシリーズを開始した。彼は『サヴェッジ・ドラゴン』の原作・作画をこなしながら、時折マーヴルに戻って『ファンタスティック・フォー』、『ザ・ディフェンダーズ』(The Defenders)、『ウルヴァリン』、および『ノヴァ』などのタイトルも同様に執筆していた。また彼はDCの『アクアマン』(Aquaman)も手掛けている。2004年、ラーセンはイメージ・コミックスの経営者となり、イメージの他のパートナーである作家達と彼らのスタジオによって発行されたすべてのコミックスの責任を負うこととなった。2008年7月にラーセンは経営責任者を辞任し、専務のエリック・スティーヴンソン(Eric Stephenson)が同職に昇格した。
　コミック・ブック・ウェブサイト：プロジェクト・ファンボーイ(Project Fanboy)のインタヴューで、ラーセンは利権争いによるクーデターという噂に根拠が無いことを、経営責任者を辞任する彼の事情を挙げて説明した。
「…ファンは、もっとサヴェッジ・ドラゴンを求めていたし、そして私もよりサヴェッジ・ドラゴンに力を入れたかった ― しかし、フルタイムでの経営者とマンガ家の効率的な両立は不可能だった。なんとかしなければならない、もしイメージが正しい方向へと進んでいる心地よい場であるなら ― そして、エリック・スティーヴンソンはその速度と準備とが完璧だった ― だから良い潮時だと思えた。」
　ラーセンは、エリック・スティーヴンソンが〔その仕事に最適の人材〕で、彼が彼自身と同様にジム・リーの副司令官でもあり、イメージ・コミックスの設立当初からずっと信頼しているとプロジェクト・ファンボーイに語った。

## 日常
ラーセンは結婚しており、妻のジャニーと二人の息子、クリストファーとジョセフがいる。

### もうひとりのエリック・ラーセン
”エリック・ラーセン”を名乗る全く別のアーティストがスカンディナヴィア版『ザ・ファントム』コミック誌の表紙を描いているが誤解なきように。

## 参考
1. ↑  Eric Stephenson: Talking to the New Image Publisher, Newsarama, January 4, 2009
2. ↑  Project Fanboy Interview
3. ↑  Larsen clarifies he is unrelated to the Phantom artist on Image Comics' message board

- Erik Larsen - Comic Book DB